# ماي موراكامي
ماي موراكامي (باليابانية: 村上茉愛) هي لاعبة جمباز فني يابانية ولدت في يوم 5 أغسطس 1996 في مدينة ساغاميهارا في اليابان. أبرز إنجازاتها هو فوزها بالميدالية الذهبية في بطولة العالم سنة 2017 في مونتريال وفازت بميداليتين فضية وبرونزية في بطولة العالم 2018 في الدوحة.